# 帕里亞丁角
帕里亞丁角（英語：Cape Paryadin），是英國海外領土南喬治亞與南桑威奇群島的海岬，位於南喬治亞島西北端，在1775年由詹姆斯·庫克率領的英國探險隊發現。

## 引用
1. ↑  Alberts 1995，第558頁.